# Festival Arte Flamenco
Arte Flamenco est le plus grand festival de flamenco hors des frontières espagnoles. Il se déroule à Mont-de-Marsan, chaque première semaine de juillet, puis à Soustons en janvier à l'occasion du Festival d'hiver Arte Flamenco. 

## Présentation
Il est créé par le Conseil général des Landes à l’initiative d'Henri Emmanuelli, Président du Conseil général des Landes, dont l'épouse, professeure de gymnastique et issue d'une famille d'origine espagnole, lui a soufflé l'idée. Le festival est inauguré en 1989, et présente dans des lieux culturels (Espace François Mitterrand, théâtre municipal de Mont-de-Marsan), des cafés ou dans la rue différentes expressions artistiques du flamenco : chant, danse, accompagnement guitare - piano
Le festival Arte Flamenco se veut fidèle à la tradition du flamenco « puro » tout en explorant les voies de la modernité.
Sa spécificité réside dans son identité double :
- d’une part une portée internationale à travers le choix d’artistes espagnols de premier plan, les liens forts avec l’Andalousie ou encore l’attractivité du festival hors des frontières 
- d’autre part un ancrage local et authentique.
Il a vocation à transmettre, faire rayonner le flamenco et développer des propositions artistiques croisées : danse, musique, chant, arts visuels, littérature.
Le festival souligne la volonté du Conseil général des Landes de soutenir la création et de valoriser la culture en tant que facteur d’attractivité du territoire.
En 2015, l’affiche a été réalisée par Marc Dubos. Celui-ci travaille sur le vif pendant les spectacles et sur un support très particulier, la festigraph. Un recueil de ses dessins a été publié par les éditions Passiflore : Flamenco pulsión.